# 圓形廣場 (波爾塔瓦)

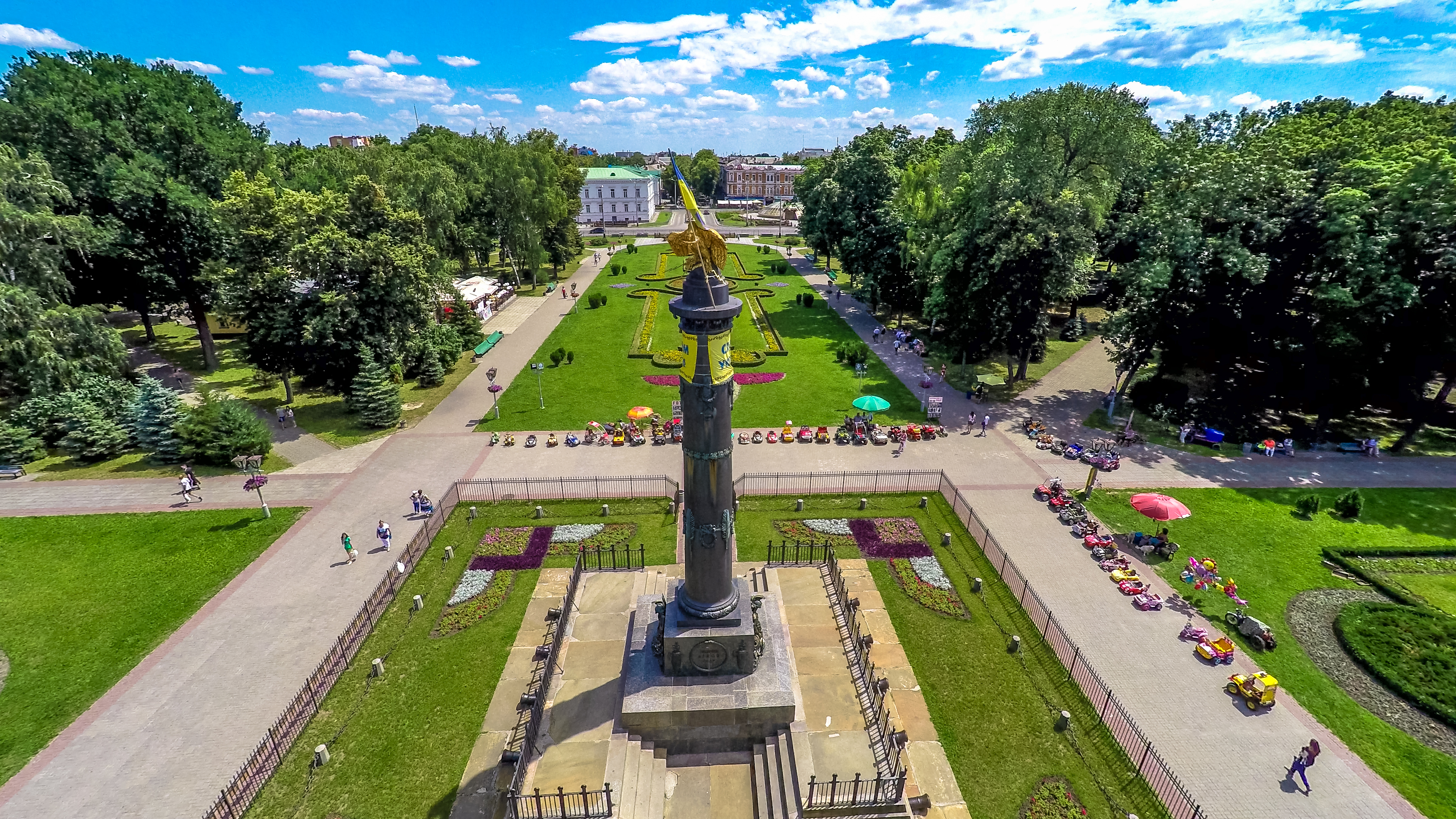
廣場中央的公園及榮耀紀念碑

圓形廣場（羅馬化：Kruhla ploshcha）是烏克蘭波爾塔瓦市最重要的廣場、地標和中心，也是具有國家重要性的城市和建築紀念碑。其基礎可以追溯到1805-1841年。最初名為亞歷山大廣場（烏克蘭語：Олекса́ндрівськ），以當時的俄羅斯沙皇亞歷山大一世命名。廣場整體可視為一個大型交通圓環，直徑375米（總面積約9.3公頃），上闢有公園，正中央有一座高16米的榮耀紀念碑，於1811年6月27日落成，以紀念波爾塔瓦會戰100週年。圓形廣場的周圍有許多歷史建築，包括郵局、當地政府、州長官邸等。該建築群是烏克蘭最重要的俄羅斯古典主義風格建築群之一。